# Jiangling Landwind
Jiangling Landwind (lub JMC Landwind albo po prostu Landwind) – SUV stworzony przez chińską firmę Jiangling Motors. W Chinach jest sprzedawany pod nazwą Baowei, a w wersji pick-up pod nazwą Baodian. Jest także sprzedawany w niektórych państwach europejskich, będąc tym samym pierwszym chińskim samochodem eksportowanym do Europy – 4 lipca 2005 roku pierwsze 200 sztuk przyjechało do Antwerpii (Belgia). 
Landwind jest wzorowany na Isuzu Rodeo (inne nazwy: Opel Frontera w Europie, Vauxhall Frontera w Wielkiej Brytanii, Holden Frontera w Australii i Nowej Zelandii).
Landwind'y przeznaczone dla Europy, są dostępne z trzema silnikami: dwa benzynowe konstrukcji Mitsubishi i jeden diesel produkcji Isuzu:
- 2.0 - 115 KM (84 kW)
- 2.4 - 125 KM (92 kW)
- 2.8 - diesel - 92 KM (68 kW)

## Kontrowersje

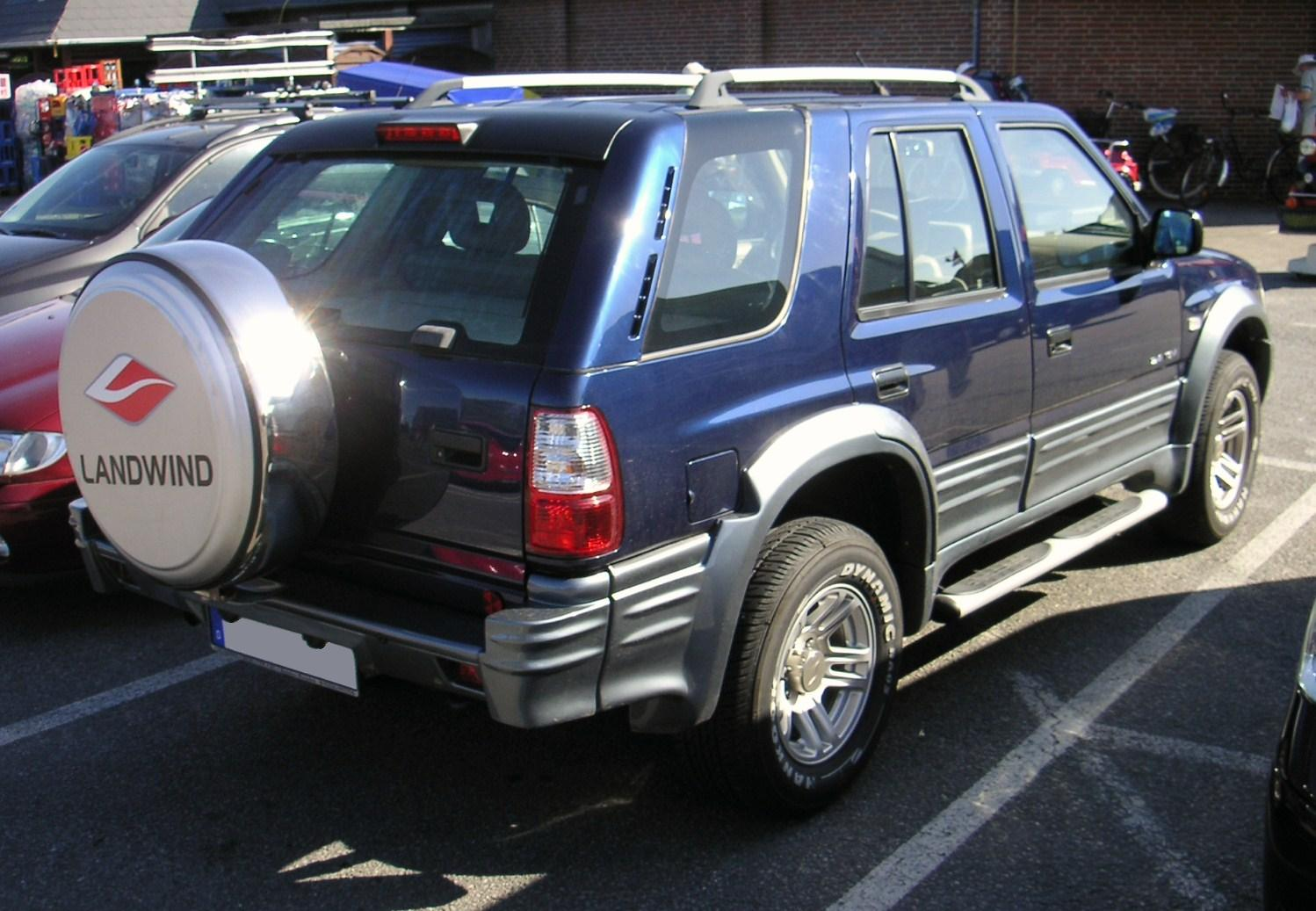
Jiangling Landwind - tył

JMC Landwind wywołał wiele kontrowersji po serii testów zderzeniowych przeprowadzonych przez ADAC dla EuroNCAP. Według testów kierowca auta nie przeżyłby zderzenia czołowego przy prędkości 64 km/h. 
Holenderski importer Landwindów poprosił niemiecką organizację - TÜV o przeprowadzenie testów, aby dowieść, że samochód spełnia normy bezpieczeństwa. Testy tej organizacji są podobne do przeprowadzanych przez EuroNCAP, ale prędkość zderzenia jest mniejsza (56 km/h). Importer twierdził, że wyniki EuroNCAP były niesprawiedliwie negatywne, czego przyczyną miały być naciski niemieckiego przemysłu samochodowego. TÜV potwierdził, że samochód spełnia normy bezpieczeństwa ECE R94.
Opinia TÜV nie zakończyła jednak sporu. Przeciwnicy Landwinda stwierdzili, że testy przeprowadzane przez organizację nie stanowią o bezpieczeństwie i są przestarzałe. Zarzucili też, że R94 gwarantuje tylko przeżycie kierowcy podczas wypadku, nie biorąc pod uwagę tego, iż może ulec bardzo poważnym kontuzjom, np. całkowitemu zgnieceniu nóg.
Ron Zwaans, dyrektor generalny JMC Landwind Europe, powiedział, że firma, razem z ADAC, pracuje nad poprawą bezpieczeństwa w aucie, a ich celem jest zdanie rygorystycznych testów EuroNCAP.